# 瘦鰭石首魚
瘦鰭石首魚為輻鰭魚綱鱸形目鱸亞目石首魚科的其中一種，分布南美洲亞馬遜河流域，體長可達27.9公分，棲息在溪流。